# Giant Center
Das Giant Center ist eine Multifunktionsarena in Hershey, Pennsylvania. Sie ist Austragungsort der Heimspiele des AHL-Teams Hershey Bears. Das Giant Center ersetzte die Hersheypark Arena als neues Heimstadion der Bears. Besitzer des Center ist die Derry Township Industrial & Commercial Development Authority, eine in der Umgebung ansässige Firma. Die Arena wird von der Hershey Entertainment and Resorts Company betrieben.

## Nutzung
Das Giant Center ist seit ihrer Eröffnung die Spielstätte der Hershey Bears aus der American Hockey League. Der Zuschauerrekord von 10.860 Zuschauern bei einem Eishockeyspiel wurde am 9. Juni 2009 aufgestellt, als die gastgebenden Bears in Spiel fünf der Playoff-Finalserie um den Calder Cup auf die Manitoba Moose trafen.
Zudem wird die Halle für zahlreiche weitere Veranstaltungen wie Musikkonzerte, Sportveranstaltungen (Basketball und Wrestling) und Konzerte benutzt. Die Harlem Globetrotters traten bereits mehrmals für Basketball-Showspiele in ihr auf. Am 21. September 2003 fanden die WWE Unforgiven-Wettkämpfe im Giant Center statt. Weiterhin traten bereits zahlreiche Künstler wie 50 Cent und Cher in der Arena auf.

## Bilder

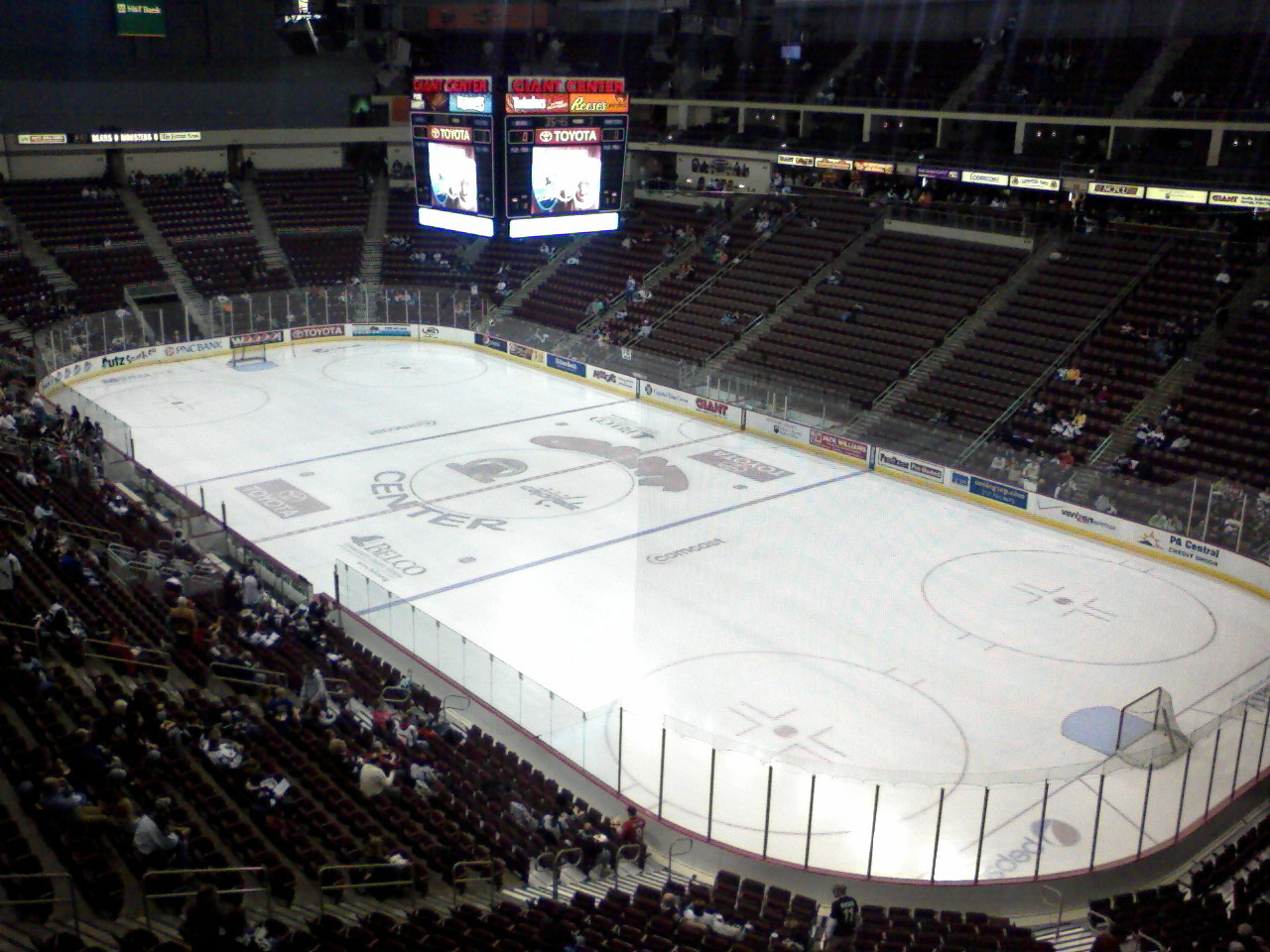
Innenansicht der Arena
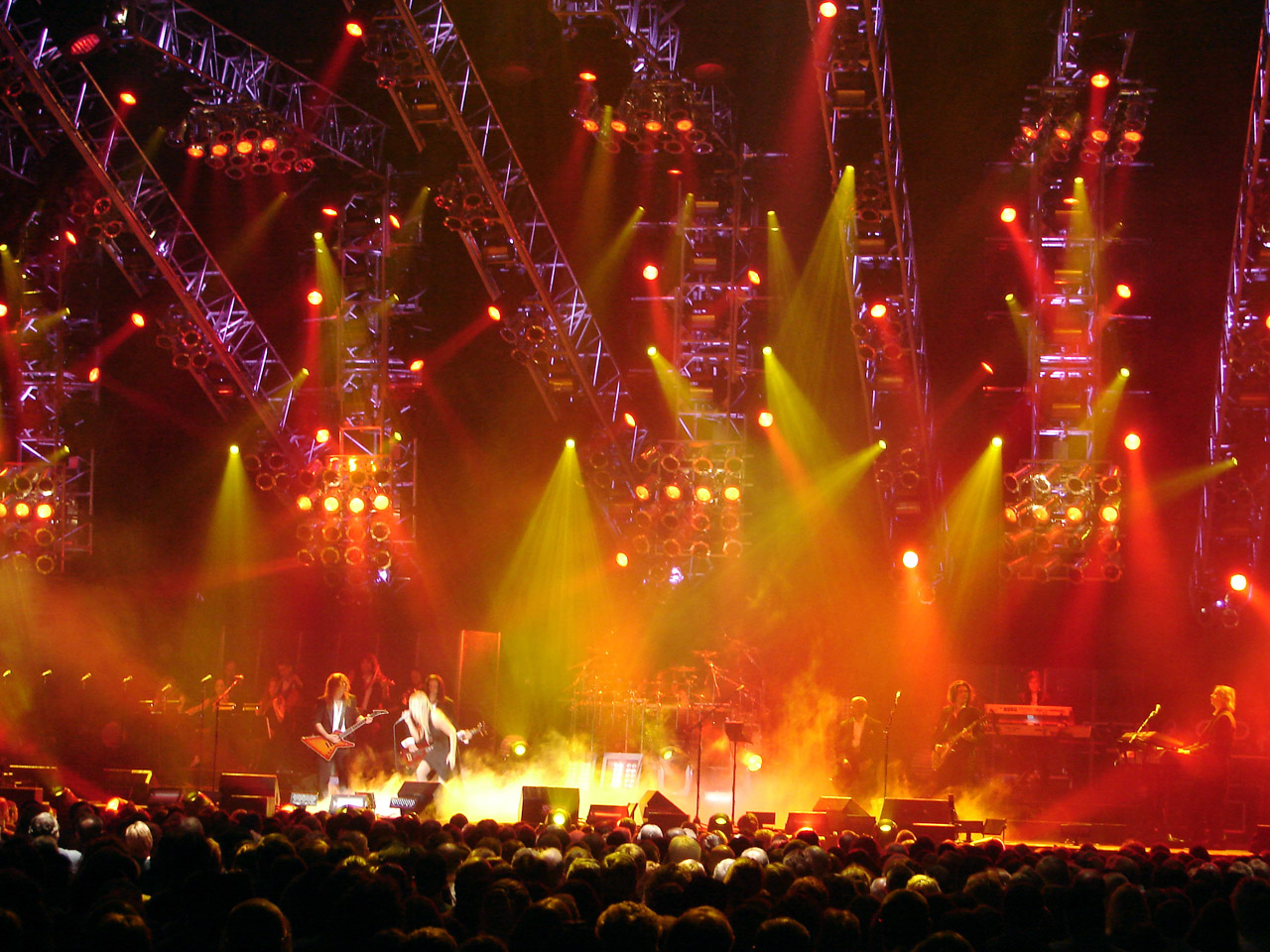
Konzert des Trans-Siberian Orchestra